# Ас-Сиджизи
Абу Саид Ахмед ибн Мухаммад ибн Абд-ал-Джалил ас-Сиджизи (перс. ابوسعید سجزی‎, англ. Al-Sijzi, 951—1024) — Газневидский математик и астроном. Современник ал-Бируни, неоднократно упоминавшийся последним. Работал в Ширазе.
Он написал «Книгу о построении семиугольника, вписанного в круг, и о трисекции угла», «Книгу о фигуре секущих», ряд комментариев к «Началам» Евклида, комментарий к «Книге лемм» Архимеда, «Трактат об описании конических сечений», «Книгу о гиперболоиде и параболоиде вращения», «Книгу об асимптотах», «Книгу о небесных сферах», несколько книг об астролябии и ряд астрологических трактатов.
Ас-Сиджизи был выдающимся конструктором астролябий. Он изготавливал комбинированные астролябии, в которых часть эклиптики изображается в стереографической проекции с центром в северном полюсе, а другая часть — с центром в южном полюсе, челнообразную астролябию, в которой изображение эклиптики и звёзд неподвижно, а изображение горизонта вращается, и ряд других астролябий: линейкообразную, крестообразную и спиралеобразную.
В связи с описанием конструкции челнообразной астролябии ал-Бируни сообщает, что ас-Сиджизи предполагал суточное вращение Земли вокруг своей оси.
В «Трактат об описании конических сечений» ас-Сиджизи применил для непрерывного построения всех трёх конических сечений так называемый совершенный циркуль, одна из ножек которого при вращении может вытягиваться и сокращаться по длине отрезка прямолинейной образующей конуса от его вершины до плоскости сечения.

### Сочинения
- Абу Саид Ахмад ас-Сиджизи. Книга об измерении шаров шарами. Пер. и прим. Б. А. Розенфельда и Р. С. Сафарова. Историко-математические исследования, 29, 1985, с. 326—333.

### Исследования
- Матвиевская Г. П. Учение о числе на средневековом Ближнем и Среднем Востоке. Ташкент: Фан, 1967.
- Матвиевская Г. П., Розенфельд Б. А. Математики и астрономы мусульманского средневековья и их труды (VIII–XVII вв.). В 3 т. М.: Наука, 1983.
- Матвиевская Г. П. Очерки истории тригонометрии. Ташкент: Фан, 1990.
- Розенфельд Б. А., Сафаров Р. С., Славутин Е. И. Геометрическая алгебра ас-Сиджизи. Историко-математические исследования, 29, 1985, с. 321–325.
- Таги-Заде А. К., Вахабов С. А. Астролябии средневекового Востока. Историко-астрономические исследования, 12, 1975, с. 169–225.
- Хайретдинова Н. Г. Тригонометрия ас-Сиджизи. Историко-математические исследования, 26, 1982, с. 197–204.
- Berggren J. L. Al-Sijzi on the transversal figure. J. Hist. Arabic Sci., 1981, 5 , p. 23–36.
- Crozet P. L’idée de dimension chez al-Sijzi. Arabic Sci. Philos., 1993, 3, p. 251–286.